# プズル・アッシュル3世
プズル・アッシュル3世（Puzur-Ashur III、在位：前1503年-前1479年）はアッシリアの王。『アッシリア王名表』によれば、彼はアッシュル・ニラリ1世の息子かつ後継者であり、24年間統治した。彼はまた、アッシリアとバビロニアの相互関係を記録した年代史である『アッシリア・バビロニア関係史』に登場する最初のアッシリア王でもあり、それによれば彼はバビロンの王ブルナ・ブリアシュ1世の同時代人で、アッシリアとバビロニアの国境画定の条約を結んだと言う。僅かな数の彼の建築記念碑文がアッシュル市で発見されている。彼は首都アッシュルでイシュタル神殿の一部と、同市の南側の城壁を再建した。